# Лао Ган Ма
Лао Ган Ма (кин. 老干妈, такође Лаоганма) је бренд чили сосева направљених у Кини. Хуаби Тао из Гуеиџоу провинције почела је са прављењем рецепта за сос августа 1966, и имала је четрдесеторо запошљених у радионици. Данас се дневно прави 1,3 милиона тегли соса дневно. Продаје се у Кини и још преко 30 других држава. Хуаби Тао је власник компаније, и њен син Ли Гуишан је постао први председник компаније. Магазин Women of China писао је јануара 2011. да је компанија тада имала 2000 запошљених и вредности је око 1,3 милијарде јуана (190 милиона Евра). Приписује се да је Лао Ган Ма популаризовао кинеско чили уље и зачињене додатке храни у Западном свету, као и био инспирација за многе кинеско-америчке сосеве на бази чилија.
Лао Ган Ма постоји у више укуса, као што је са комадићима љутог чилија, чили уље са сосом од ферментисаног црног пасуља, пржени чили у уљу, љута паста од пасуља, и други. Базирани су на традиционалним чили сосевима који се користе у Гуеиџоу кухињи.

## Остали линкови
- Званични веб-сајт(на енглеском)